# Lista dos prefeitos de Denver
Esta é uma lista dos prefeitos da cidade de Denver, no estado americano do Colorado:
| Prefeito                 | Inicio-Término                        |
| ------------------------ | ------------------------------------- |
| John C. Moore            | 1859-1861                             |
| Charles A. Cook          | 1861-1863                             |
| Amos Steck               | 1863-1864                             |
| H. J. Brendlinger        | 1864-1865                             |
| George T. Clark          | 1865-1866                             |
| Milton LeLano            | 1866-1868                             |
| W. M. Clayton            | 1868-1869                             |
| B. B. Stiles             | 1869-1871                             |
| John Harper              | 1871-1872                             |
| Joseph E. Bates          | 1872-1873                             |
| Francis M. Case          | 1873-1874                             |
| William J. Barker        | 1874-1876                             |
| Dr. R. G. Buckingham     | 1876-1877                             |
| Baxter B. Stiles         | 1877-1878                             |
| Richard Sopris           | 1878-1881                             |
| Robert Morris            | 1881-1883                             |
| John Long Routt          | 1883-1885                             |
| Joseph E. Bates          | 1885-1887                             |
| William Scott Lee        | 1887-1889                             |
| Wolfe Londoner           | 1889-1891                             |
| Platt Rogers             | 1891-1893                             |
| M. D. VanHom             | 1893-1895                             |
| Thomas S. McMurry        | 1895-1899                             |
| Henry V. Johnson         | 1899-1901                             |
| Robert R. Wright         | 1901-1904                             |
| Robert W. Speer          | 1904-1912                             |
| Henry J. Arnold          | 1912-1913                             |
| J. M. Perkins            | 1913-1915                             |
| William H. Sharpley      | 1915-1916                             |
| Robert W. Speer          | 1916-1918                             |
| W. F. R. Mills           | 1918-1919                             |
| Dewey C. Bailey          | 1919-1923                             |
| Benjamin F. Stapleton    | 1923-1931                             |
| George D. Begole         | 1931-1935                             |
| Benjamin F. Stapleton    | 1935-1947                             |
| Quigg Newton             | 1947-1955                             |
| Will Nicholson           | 1955-1959                             |
| Richard Batterton        | 1959-1961                             |
| Thomas G. Currigan       | 1963-1968                             |
| William H. McNichols, Jr | 1968-1983                             |
| Federico Peña            | 1983-1991                             |
| Wellington Webb          | 1991-2003                             |
| John Hickenlooper        | 2003-12 de janeiro de 2011            |
| Bill Vidal               | 12 de janeiro até 18 de julho de 2011 |
| Michael Hancock          | 2011-atual                            |